# Kachira
Kachira (en russe : Кашира), est une ville de l'oblast de Moscou, en Russie. Sa population s'élevait à 45 231 habitants en 2023.

## Géographie
Kachira est bâtie sur la rive droite (sud) de l'Oka, qui la sépare de Stoupino. Elle se trouve à 115 km au sud du centre de Moscou. Les armoiries de Kachira révèlent une symbolique assez complexe symptomatique du passé tumultueux de la ville au cours des siècles.

## Histoire
Bien que Kachira soit mentionnée pour la première fois en 1356 sous le nom de Kochira (du nom de la rivière éponyme, aujourd'hui la Kachirka), l'année 1619 est considérée comme sa véritable année de fondation, car la ville fut alors déplacée de 5 km, en passant de la rive gauche à la rive droite de l'Oka. En effet, elle avait été gravement endommagée par les attaques des Tatars de Crimée en 1592 et 1596. Le khan de Kazan Ghabdellatif (1475-1502) y fut exilé. Les armes de Kachira reprennent en partie celles de Kazan.
Kachira reçut un statut de ville en 1777.

## Population
Recensements (*) ou estimations de la population
| 1897* | 1926* | 1939*  | 1959*  | 1970*  | 1979*  |
| ----- | ----- | ------ | ------ | ------ | ------ |
| 4 038 | 7 435 | 17 419 | 22 121 | 39 456 | 43 804 |

| 1989*  | 2002*  | 2010*  | 2012   | 2013   | 2014   |
| ------ | ------ | ------ | ------ | ------ | ------ |
| 44 110 | 40 898 | 41 870 | 41 451 | 40 824 | 40 213 |

| 2016   | 2019   | 2021   | 2023   | - | - |
| ------ | ------ | ------ | ------ | - | - |
| 49 638 | 48 016 | 45 922 | 45 231 | - | - |

### Jumelages
- Évreux (France) depuis 1994

## Personnalités
- Laurent (Kniazev) (1877-1918), saint martyr et confesseur

## Galerie
Ci-dessous les édifices classés du centre-ville de Kachira.

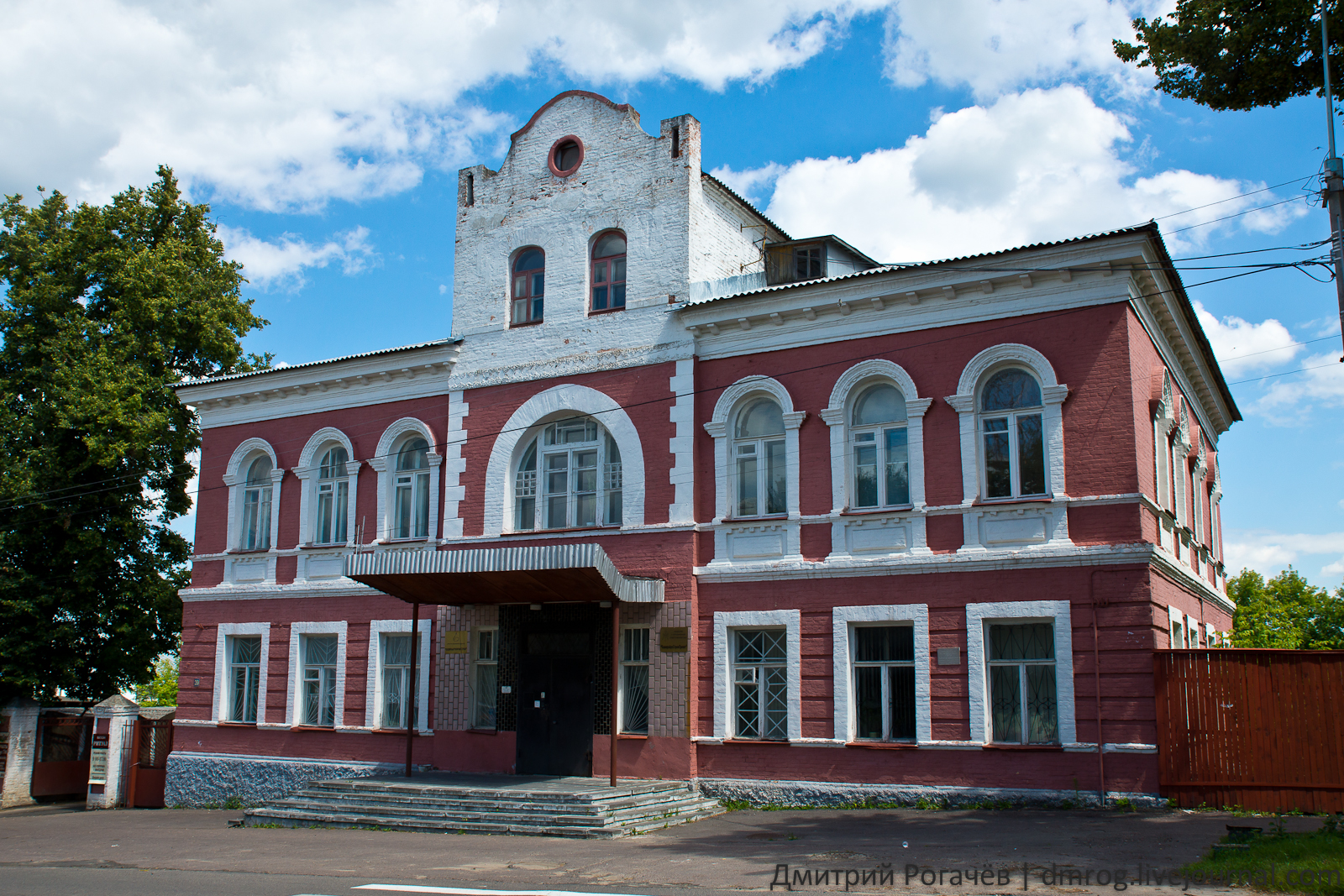
L'ancien hôtel de ville.
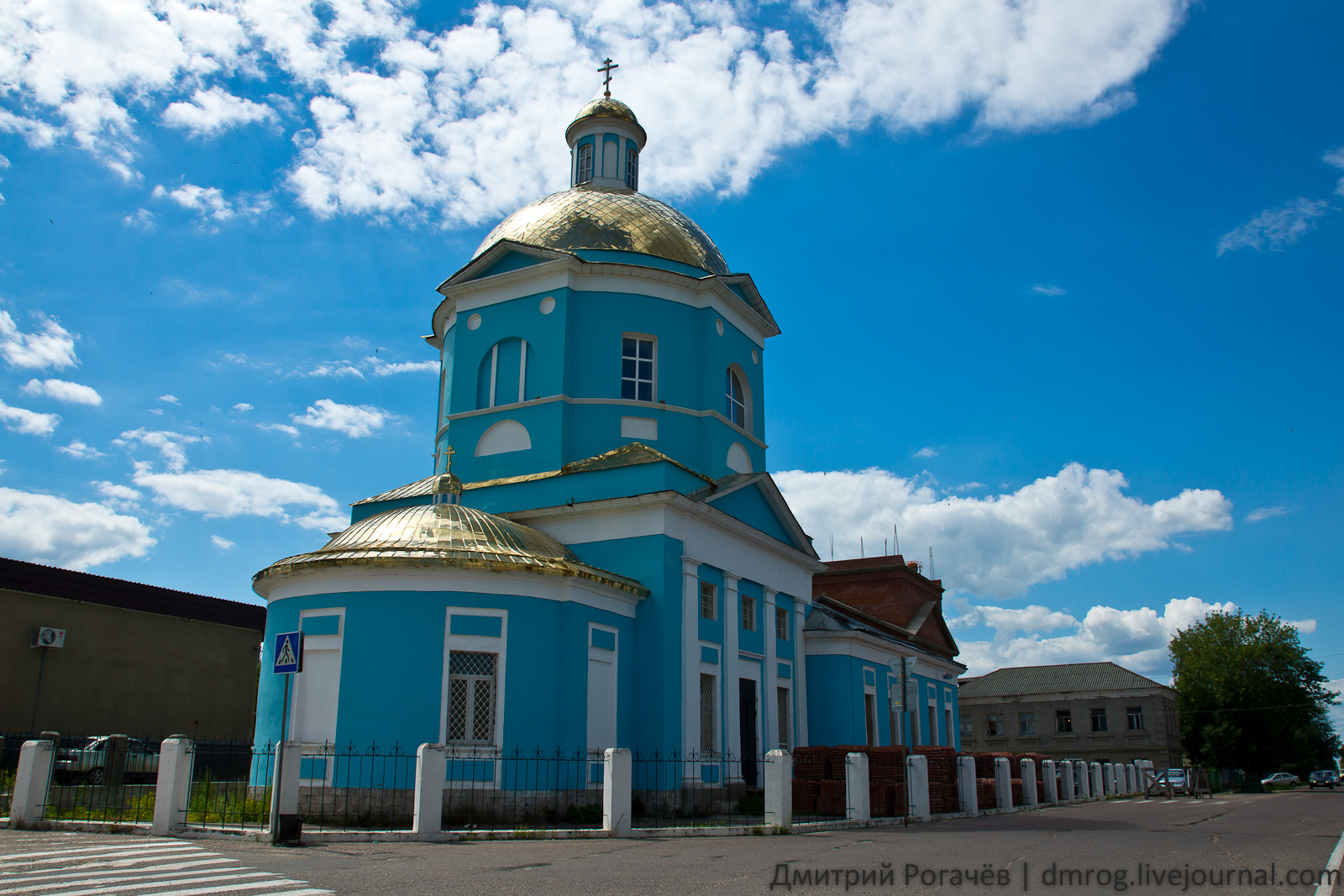
Vue de l'église de l'Ascension.
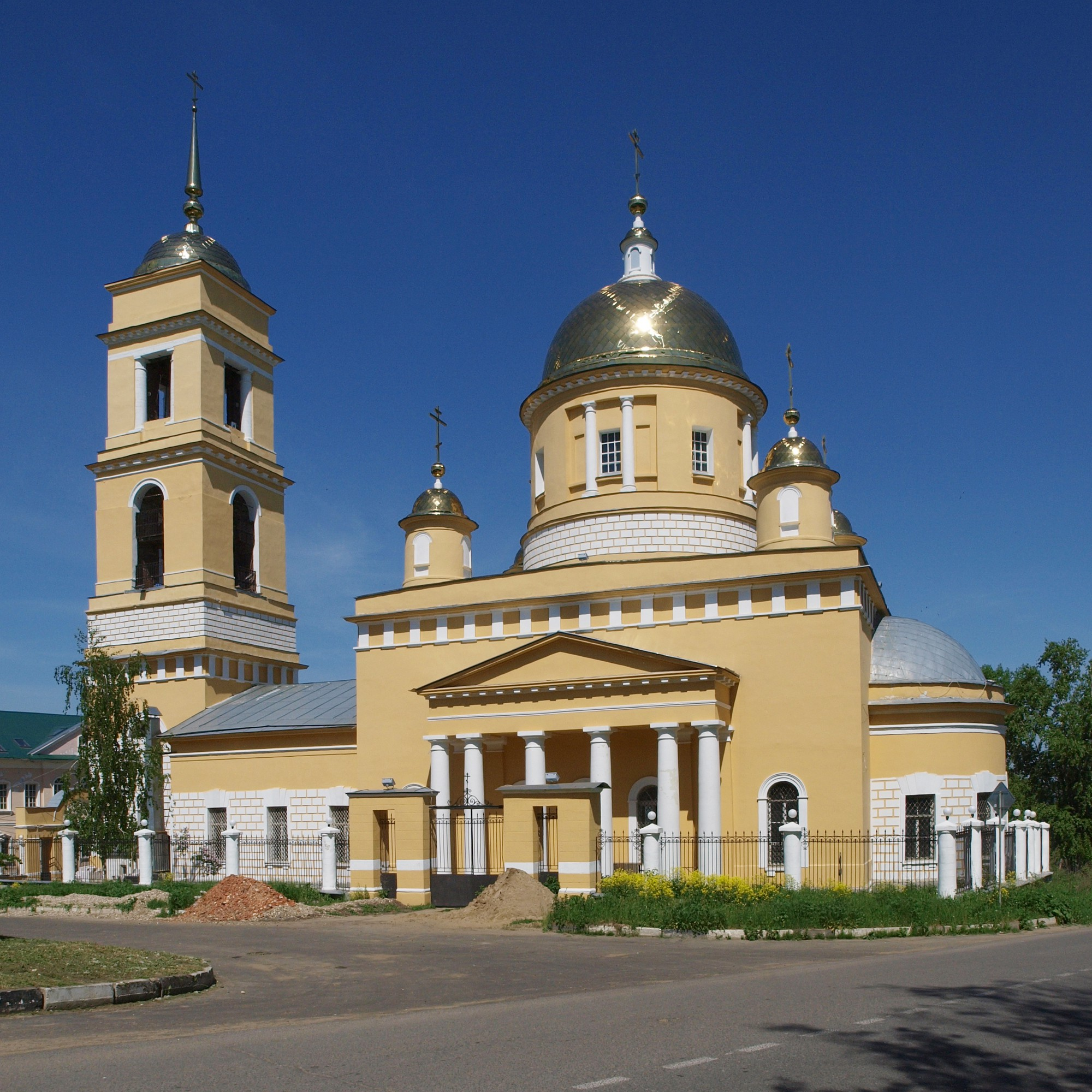
Collégiale de l'Assomption.
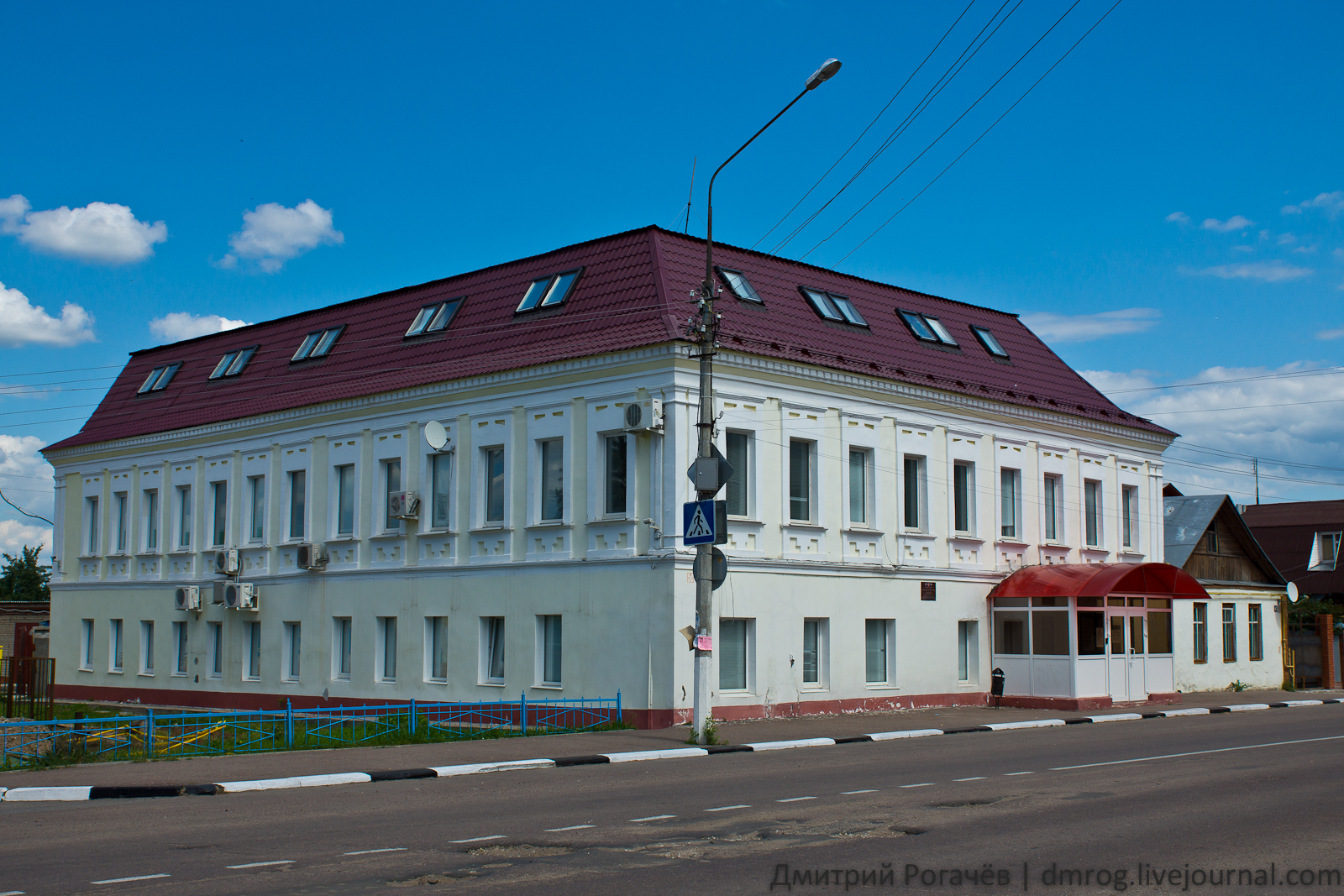
Immeuble du XIXe siècle.